# NGC 1082-2
NGC 1082-2 (другое обозначение — MCG -1-8-4) — галактика в созвездии Эридан.
Этот объект не входит в число перечисленных в оригинальной редакции «Нового общего каталога» и был добавлен позднее.